# Оршанська западина

Тектоничні структури Білорусі

Оршанська западина (біл. Аршанская ўпадзіна) — негативна тектонічна структура Східно-Європейської платформи.

## Розташування
Западина простягається на північ і північний схід і розділяє Білоруську і Воронезьку антеклізи. Невелике відгалуження Оршанської западини тягнеться на південний захід до міста Червень і утворює Червенську структурну затоку. На сході межує з Ярцевським похованим виступом, на півночі через слабо виражену Велізьку сідловину зливається з Торопецько-Вяземським прогином, на заході з'єднується з Латвійською сідловиною, Вілейським похованим виступом Білоруської антеклізи, на південному сході — з Суразьким похованим виступом Воронезької антеклізи, на півдні — з Жлобінською сідловиною, на південному заході — з Бобруйським похованим виступом Білоруської антеклізи. Довжина Оршанської западини близько 250 км, ширина від 120 до 210 км.

## Геологічна будова і структура
Кристалічний фундамент в межах западини опускається до глибин -0,8 до -1,7 км. Заповнена рифейськими і вендськими відкладенням потужністю від 1 км і більше. Рифейські і нижньовендські утворення складають нижньобайкальський структурний комплекс. Вище залягають середньо- (на всій площі западини) та верхньодевонські (на сході) відкладення, які утворюють герцинський структурний комплекс. На півдні зустрічаються верхньоюрські, крейдяні, місцями палеогенові і неогенові відкладення. На всій території западини розвинені породи четвертинного періоду.
Як структурні елементи 2-го порядку по поверхні фундаменту і рифейських відкладень в межах Оршанської западини виділяють Вітебську мульду та Могилевську мульди, розділені Центральнооршанським горстом.
За поверхнею кристалічного фундаменту, верхньо-протерозойських і девонських відкладень виділяють низку локальних структур. Більшість з них слабо вивчені. Формування Оршанської западини почалося і закінчилося у пізньому протерозої, найінтенсивніше його розвиток відбувся у рифеї.
Девонські утворення моноклинально опускаються на схід і складають західний борт Московської синеклізи. Юрські, крейдяні, палеогенові і неогенові відкладення занурюються на південь і утворюють північний край Прип'ятської синеклізи.